# Allan Nilsson (arkitekt)

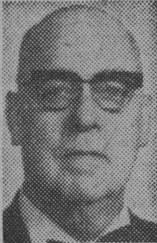
Allan Nilsson

Nils Allan Nilsson, född 8 november 1902 i Stockholm, död 10 december 1991 i Nosaby församling, Kristianstads län, var en svensk arkitekt.
Nilsson, som var son till vaktmästare Johan Nilsson och Amanda Loberg, utexaminerades från Kungliga Tekniska högskolan 1927. Han var anställd på Kooperativa förbundets arkitektkontor 1930–1935, assistent och biträdande länsarkitekt i Västerbottens län 1936–1946, länsarkitekt i Kristianstads län 1946–1961, bedrev egen arkitektverksamhet 1961–1962 och var arkitekt på Kommunernas konsultbyrå Landsbygdens Byggnadsförening från 1962.

## Verk i urval
- Råsunda tennishall, tillsammans med Simon Brofelth (1934)[1]
- Hyllie kyrka (1985)